# Liste der Botschafter der Vereinigten Staaten in den Föderierten Staaten von Mikronesien
Der Botschafter der Vereinigten Staaten von Amerika in den Föderierten Staaten von Mikronesien ist der bevollmächtigte Botschafter der Vereinigten Staaten von Amerika in den Föderierten Staaten von Mikronesien.

## Botschafter
| Amtszeit  | Name                    | Bemerkungen                  |
| --------- | ----------------------- | ---------------------------- |
| 1987–1990 | Michael Gordon Wygant   | Representative               |
| 1990–1993 | Aurelia Erskine Brazeal |                              |
| 1994–1996 | March Fong Eu           |                              |
| 1996–1999 | Cheryl Ann Martin       | Chargé d’Affaires ad interim |
| 1999–2002 | Diane Edith Watson      |                              |
| 2002–2004 | Larry Miles Dinger      |                              |
| 2004–2007 | Suzanne Hale            |                              |
| 2007–2009 | Miriam K. Hughes        |                              |
| 2010–2012 | Peter Alan Prahar       |                              |
| 2012–2016 | Dorothea-Maria Rosen    |                              |
| 2016–2020 | Robert Annan Riley III  |                              |
| 2020–2022 | Carmen G. Cantor        |                              |
| 2022–     | Alissa M. Bibb          | Chargé d’Affaires ad interim |